# Victoria Justice
Victoria Dawn Justice (Hollywood, 19 de fevereiro de 1993) é uma atriz, cantora e compositora estadunidense. Ela ganhou destaque com a personagem coadjuvante Lola Martinez na série Zoey 101, mais tarde ficou mais conhecida por protagonizar a série Victorious como Tori Vega.
Victoria iniciou sua carreira em 2003 na série Gilmore Girls como uma participação especial e em 2004 entrou para o elenco de Zoey 101 como Lola, e mais tarde, cinco anos depois estrelou sua própria série Victorious como Tori Vega. Justice ganhou US$ 12 000 dólares por cada episódio que gravou da sitcom. Victoria iniciou sua carreira musical em 2010, com o single "Make It Shine" (canção-tema de Victorious), a canção chegou no 16.° lugar na Bubbling Under Hot 100 Singles Chart. Após o fim de Victorious, Victoria foi contratada pela MTV para protagonizar a série Eye Candy, que estreou em Janeiro de 2015. Assinou um contrato em Agosto de 2015 com a 20th Century Fox Television e Fox Network. No contrato, o estúdio e o canal podem criar projetos especialmente para Justice, e também poderão tê-la como convidada em outras séries e programas já existentes na Fox.

## Biografia
Victoria Justice nasceu em Hollywood, Flórida, filha de Serene Dawn e Zack Justice. Ela e sua família se mudaram para Hollywood, Califórnia em 2003. Em 2005, ela fez a audição e conseguiu entrar no programa de teatro musical na Los Angeles' Millikan Performing Arts Academy. Justice fez comerciais para várias companhias como Ralph Lauren, Gap e Guess. Ela apareceu em comerciais nacionais para Mervyn's, Peanut Butter Toast Crunch e Ovomaltine.

### 2003 — 2009: Zoey 101
Victoria começou sua carreira aos dez anos de idade, quando fez uma aparição no episódio da série Gilmore Girls. Em 2004, Victoria foi convidada para participar de um episódio da série The Suite Life of Zack & Cody do Disney Channel. No ano seguinte, Victoria fez um papel premiado no filme de drama Maria. Victoria interpretou o papel de Stella, uma jovem que começa a ter visões de Maria Madalena. O filme estreou no Festival de Veneza de 2005. No mesmo ano, foi convidada para fazer parte do novo elenco da série Zoey 101 da Nickelodeon.
Victoria também fez mais dois papéis naquele ano. Ela fez uma participação especial no filme "When Do We Eat",e também interpretou Rose,no filme de televisão da Hallmark, Silver Bells, o seguinte depois dele se tornou um Hallmark Hall of Fame Film.
Em 2006, enquanto gravava episódios de Zoey 101, fez uma participação especial na série Everwood, no episódio "Enjoy the Ride". Fez um filme teatral durante o ano, onde tinha uma participação especial no filme Unknown. O filme foi um fracasso financeiro, recendendo críticas mistas. Depois também interpretou Hollywood no filme de suspense "The Garden". Os anos foram passando até chegarem ao fim. Victoria estava focada na terceira e na quarta temporada de Zoey 101. Victoria estava gravando um single promocional durante 2007, enquanto ela ainda estava filmando Zoey 101. O single era um cover da música de Vanessa Carlton, A Thousand Miles. Em 2 de maio de 2008, foi ao ar o último episódio de Zoey 101. Em 2009,ela anunciou planos para fazer uma participação especial em um episódio de The Naked Brothers Band. O especial "Valentine Date Dream", estrelou Victoria interpretando ela mesma. Victoria não fez planos para voltar aos estúdios de gravação até 2009,quando ela estrelou no musical da Nickelodeon, Spectacular!. A personagem de Victoria cantou 3 canções durante o filme. Ela também estrelou com Noan Funk e Daniel Curtis Lee no filme musical, que estrelou na Nickelodeon em 16 de fevereiro de 2009. O filme se tornou um dos filmes mais populares da Nickelodeon, atraindo 3,7 milhões de telespectadores na noite de estreia. O filme recebeu críticas positivas, conseguindo 76% de aprovação no Rotten Tomatoes em 2011.
Depois do sucesso do especial de The Naked Brothers Band estrelando Victoria ela apareceu em outro episódio, "The Premiere", em 11 de abril de 2009. Depois ela também fez participações especiais em episódios de ICarly, True Jackson VP e The Troop, e no game show "Brain Surge". Em 2009, Victoria anunciou que estava trabalhando em um filme de suspense, definido para uma estreia teatral. Foi anunciado que o filme estrearia Dylan Sprouse e Cole Sprouse sendo o filme foi cancelado.

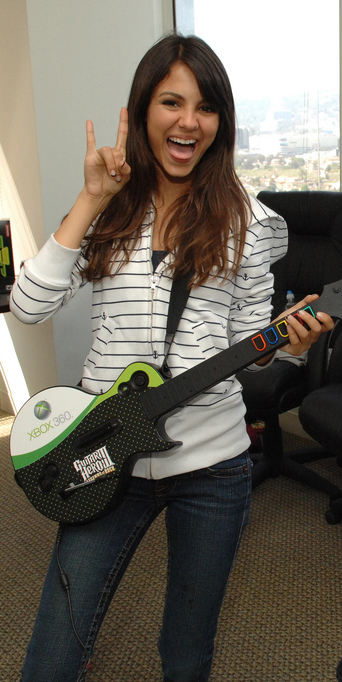
Justice em 2010.

### 2010 — 2013:Victoriouse projetos musicais
A série estreou em 27 de Março de 2010, e recebeu 5 700 000 exibições, tornando-se a terceira maior estreia de um live-action da Nickelodeon, perdendo apenas para Big Time Rush e iCarly. A estreia da série recebeu críticas positivas; e Victoria Justice foi classificada como cativante e talentosa. Foi elogiada pelo papel de Tori Vega na série, alguns críticos disseram: "Victoria ficará marcada por Victorious, no início era coadjuvante em Zoey 101 e agora é uma garota espetacular direto do centro do palco, ela é muito original e dança muito bem…".
Após três anos, retornou ao estúdio para gravar a música de abertura da série, Make It Shine em 2010. O single teve pouco sucesso nas paradas dos Estados Unidos, no entanto, conseguiu chegar ao número 16 no Bubbling Under Hot 100 Singles Chart. Várias outras canções foram destaque na série, incluindo, Freak The Freak Out e Beggin' On Your Knees. Mais tarde Victoria dublou a personagem Stacy na série animada da Nickelodeon The Penguins of Madagascar. Ainda em 2010, Victoria estrelou no filme da Nickelodeon, The Boy Who Cried Werewolf como a personagem Jordan Sands, uma menina que se transforma em um lobisomem após sua mudança para uma mansão assustadora. O filme foi um grande sucesso para a rede, atraindo 5,8 milhões de espectadores para a estreia. O filme tem atualmente uma taxa de aprovação de 65% do público no Rotten Tomatoes. Em 2011 foi confirmado um crossover da Nickelodeon entre as séries iCarly e Victorious, intitulado: iParty with Victorious. Em Outubro de 2013, após o fim de Victorious, foi contratada pela MTV para protagonizar a série Eye Candy.

### 2014 -- Atualmente: Foco na Atuação, Eye Candy e Contrato com a Fox
Victoria confirmou que faria uma pausa na música para voltar a atuar e estrelar o filme independente Naomi and Ely's No Kiss List.
Em Julho de 2014, Victoria foi para Nova York filmar o filme The Outskirts, as filmagens foram concluídas em Agosto.
Em Setembro de 2014, Victoria começou a filmar a nova série Eye Candy para MTV como a protagonista Lindy Sampson, A série estreou em Janeiro de 2015 com 0,59 milhões de espectadores e Victoria foi aclamada pela crítica. Após a exibição da primeira temporada a MTV cancelou Eye Candy.
Em Agosto de 2015, Victoria assinou um contrato com a 20th Century Fox Television e com a Fox Network, No contrato o estúdio e o canal serão aptos a criar projetos para a Atriz e poderão tê-la como convidada em outras séries já existentes na Fox.
Em Janeiro de 2016, foi anunciado que Victoria vai estrelar o Remake Telesivo do Filme/Musical The Rocky Horror Picture Show de 1975, como Janet Weiss, junto com Ryan McCartan, Laverne Cox e Adam Lambert, previsto para o segundo semestre de 2016.

## Discografia
- 2013 - Gold - EP
- 2020 - Treat Myself - Single

## Filmografia

### Cinema
| Ano  | Título                       | Papel               | Notas          |
| ---- | ---------------------------- | ------------------- | -------------- |
| 2005 | Mary                         | Stella              | Curta-metragem |
| 2005 | When Do We Eat?              | Nikki jovem         |                |
| 2006 | The Garden                   | Holly               |                |
| 2006 | Unknown                      | Filha               |                |
| 2008 | Kings of Appletown           | Betsy               |                |
| 2012 | The First Time               | Jane Harmon         |                |
| 2012 | Fun Size                     | Wren                |                |
| 2013 | Jungle Master                | Rainie              |                |
| 2015 | Get Squirrely                | Lola                |                |
| 2015 | Naomi and Ely's No Kiss List | Naomi               |                |
| 2017 | The Outcasts                 | Jodi Schellenberger |                |
| 2018 | Bigger                       | Kathy Weider        |                |
| 2019 | Summer Night                 | Harmony             |                |
| 2021 | Trust                        | Brooke Gatwick      |                |
| 2021 | Afterlife of the Party       | Cassie              |                |
| 2022 | A Perfect Pairing            | Lola                | Protagonista   |
| TBA  | California King              |                     |                |

### Televisão
| Ano       | Título                                   | Papel                   | Notas                                               |
| --------- | ---------------------------------------- | ----------------------- | --------------------------------------------------- |
| 2003      | Gilmore Girls                            | Jill #2                 | Episódio: "The Hobbit, the Sofa, and Digger Stiles" |
| 2005      | The Suite Life of Zack & Cody            | Rebecca                 | Episódio: "The Fairest of Them All"                 |
| 2006-2008 | Zoey 101                                 | Lola Martinez           | 47 episódios                                        |
| 2005      | Silver Bells                             | Rose                    | Filme de TV                                         |
| 2006      | Everwood                                 | Thalia Thompson         | Episódio: "Enjoy the Ride"                          |
| 2009      | The Naked Brothers Band                  | Ela mesma               | 2 episódios                                         |
| 2009      | Spectacular!                             | Tammi                   | Filme de TV                                         |
| 2009-2011 | iCarly                                   | Shelby Marx / Tori Vega | 2 episódios                                         |
| 2009      | True Jackson, VP                         | Vivian                  | Episódio: "True Crush"                              |
| 2010      | The Troop                                | Eris Fairy              | Episódio: "Speed"                                   |
| 2010-2015 | The Penguins of Madagascar               | Stacy                   | 2 episódios                                         |
| 2010-2013 | Victorious                               | Tori Vega               | 56 episódios                                        |
| 2010      | The Boy Who Cried Werewolf               | Jordan Sands            | Filme de TV                                         |
| 2013      | Big Time Rush                            | Ela mesma               | Episódio: "Big Time Tour Bus"                       |
| 2015      | Undateable                               | Amanda                  | 2 episódios                                         |
| 2015      | Eye Candy                                | Lindy Sampson           | 11 episódios                                        |
| 2016      | Cooper Barrett's Guide to Surviving Life | Romona Miller           | 2 episódios                                         |
| 2016      | The Rocky Horror Picture Show            | Janet Weiss             | Filme de TV                                         |
| 2017      | Man with a Plan                          | Sophia                  | Episódio: "The Silver Fox"                          |
| 2018      | Robot Chicken                            | Estudante               | Episódio: "Factory Where Nuts Are Handled"          |
| 2018      | Queen America                            | Hayley Wilson           | Episódio: "Sequins and Fritos"                      |
| 2018      | American Housewife                       | Harper                  | Episódio: "Trophy Wife"                             |
| 2018      | The Real Bros of Simi Valley             | Courtney Ingles         | 4 episódios                                         |
| 2018      | 50 States of Fright                      | Logan                   | 3 episódios                                         |